# 딕티오티디움속
딕티오티디움속(Dictyotidium)은 피라미모나스강에 속하는 녹조류 속의 하나이다. 프테로스파이리디아과(Pterosphaeridiaceae)의 유일속으로 6종으로 이루어져 있다. 현존하는 스테노딕티움(D. stenodictyum)을 제외하고는 모두 화석종이다.

## 하위 종
| - † D. cambriense - † D. dictyotum - † D. eastendense | - † D. hasletianum - D. stenodictyum - † D. tenuiornatum |